# Haydneum
A Haydneum Magyar Régizenei Központ Alapítvány a régizene értékeinek magyarországi támogatását, valamint a magyar vonatkozású barokk, bécsi klasszikus és kora romantikus repertoár (1630-1830) újrafelfedezését, megőrzését, terjesztését és népszerűsítését szolgáló intézmény. Célja, hogy kutatás, kottakiadás, képzés, koncertek és előadások szervezése révén segítse és népszerűsítse a magyarországi régizenejátszást. A Haydneum évente fesztiválokat szervez, amelyek keretében kiemelkedő előadók sora és az általuk játszott különleges repertoár népesíti be Budapest és Eszterháza koncerthelyszíneit.
A Haydneumot a magyar állam hozta létre 2021-ben, és az érintett időszakban Magyarország területén működő legkiemelkedőbb zeneszerző, Joseph Haydn (1732–1809) nevét viseli.

## Előzmények

### Régizenei mozgalom
Az intézmény létrehozása része annak a hosszú „barokk újjáélesztési folyamatnak”, amely az 1970-es évek elején indult el európai országokban. A néhány úttörőből álló első generáció után (melynek fő alakjai Nikolaus Harnoncourt és Gustav Leonhardt voltak) az 1980-as években számos zenész követte őket, akik korabeli hangszereken játszó együtteseik élén újra-felfedezték a régi repertoárt, a könyvtárakban és levéltárakban elérhető értekezések és források feldolgozásának segítségével. A korabeli kották újra-értelmezésének nagyszerű mozgalma az 1990-es években érte el csúcspontját, olyan művészek megjelenésével, mint William Christie, Jordi Savall, Sigiswald Kuijken és John Eliot Gardiner. Ebben az időszakban Hollandia, Belgium, Franciaország, Németország és Olaszország után Közép-Európa is a barokk újrafelfedezésének új központjává vált: régizenei együttesek alakultak Lengyelországban, Csehországban és Szlovákiában. Magyarországon egyrészt a Capella Savaria és Concerto Armonico, másrészt a Purcell Kórus és Orfeo Zenekar az úttörők ezen a téren, és azóta is fáradhatatlanul folytatják művészi felfedező útjukat.
A Haydneum első küldetése tehát: a zenei közeg újjáélesztése és a Magyarországon, korabeli hangszereken játszott barokk és klasszikus repertoár jelenlétének rendszerbe szervezése. A fiatal kutatók és zenészek nevelése és oktatása szakmai gyakorlatok, mesterkurzusok, képzések és ösztöndíjak formájában fog megvalósulni. A régi hangszerek felújítása és kópiák készítése, amelyek hazai intézményekhez kerülnek, a tevékenység másik fontos része lesz. Végül a Haydneum figyelemmel kíséri és támogatja a régizenét népszerűsíteni kívánó magyarországi helyszínek, fesztiválok vagy együttesek kezdeményezéseit.

### Eszterháza és Haydn
A magyarországi Fertőd-Eszterházán található Esterházy-kastély a 18. századi európai zenetörténet fontos helyszíne. Joseph Haydn aktív korszakának mintegy a felében, 1766-tól 1790-ig alkotott itt: ezen időszak alatt az év legnagyobb részét itt is töltötte, Esterházy (Fényes) Miklós herceg szolgálatában.
Esterházy Miklós páratlanul gazdag támogatása, a zene iránti érdeklődése és hozzáértése nélkül más lenne ma az európai zenetörténet. Haydn valószínűleg máshol is zseniálissá vált volna, de itt, Magyarországon egészen különleges és támogató, ugyanakkor a világtól elzárt, tehát kísérletezésre ösztönző környezetben bontakoztathatta ki művészetét.

## Tevékenység

### Haydneum repertoár

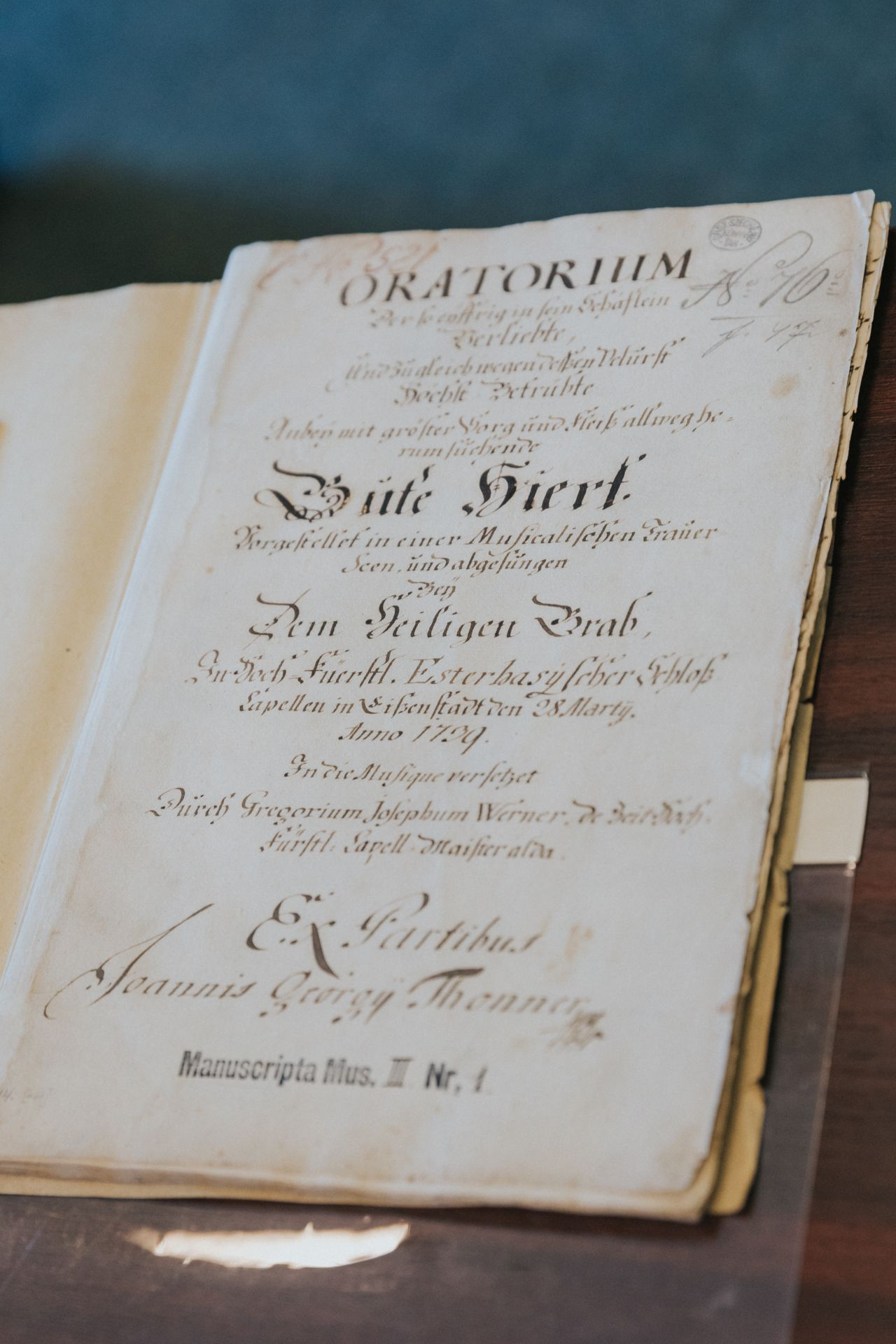
Gregor Joseph Werner, Der Gute Hirt (A jó pásztor, 1739) című oratóriumának címlapja (Országos Széchényi Könyvtár]

A Haydneum zenei repertoárja a magyar vonatkozású barokk, bécsi klasszikus és kora romantikus zenei örökség két aspektusát egyesíti: az akkoriban Magyarországon (részben magyar származású szerzők által) komponált műveket, illetve az ország könyvtáraiban és levéltáraiban őrzött, más országokból származó 17., 18. és 19. századi zenék gazdag gyűjteményeit.
Feladatunk mindenekelőtt a korabeli, magyar területen aktív zeneszerzők műveinek katalogizálása, tanulmányozása, kiadása és előadása. E munka középpontjában jól ismert komponisták (mint Joseph és Michael Haydn, Johann Nepomuk Hummel), valamint kevésbé ismert zeneszerzők (mint Georg Christoph Strattner, Johann Sigismund Kusser, Gregor Joseph Werner, Franz Wenzel Zivilhofer, Johann Georg Albrechtsberger, Istvánffy Benedek, Anton Zimmermann, Bengraf József, Georg Druschetzky vagy Frédéric Kalkbrenner) életműve áll. Ezenkívül a Haydneum kiemelten fontosnak tartja a magyar könyvtárakban és levéltárakban őrzött olasz, német, francia és angol kottagyűjtemények megismertetését; ezen kéziratok művészek és zeneművek 17–19. századi nemzetközi kölcsönhatásairól is tanúskodnak.

### Kutatás
A Haydneum újrafelfedezési és népszerűsítési munkájának középpontjában a kutatás áll, melyhez szervesen kötődnek a képzési és előadási tevékenységek.
A magyar vonatkozású barokk, bécsi klasszikus és kora romantikus zenei korszakok szakembereit összefogó tudományos bizottság irányításával a Haydneum a kutatási munkát tanulmányi területek, valamint ambiciózus többéves kutatási projektek formájában szervezi meg, kiegészítve a történelem, társadalomtudomány, zenetudomány és előadói gyakorlat aspektusaival. Mindez szemináriumok, kurzusok és konferenciák megszervezésében, valamint a digitalizált források, könyvek és partitúrák kiadásában ölt formát. Ösztöndíjakat kínál azoknak a hallgatóknak, akik elkötelezettek az érintett repertoár tanulmányozása iránt.

### Publikációk
A Haydneum kiemelt feladatának tekinti a magyar vonatkozású barokk, bécsi klasszikus és kora romantikus repertoár kutatását, feltárását, feldolgozását és bemutatását, valamint a feltárt anyagok dokumentálását kottakiadványok, lemezfelvételek és könyvek formájában is, a hazai és nemzetközi szakmai és zenekedvelő közönség számára.

### Rezidens együttesek

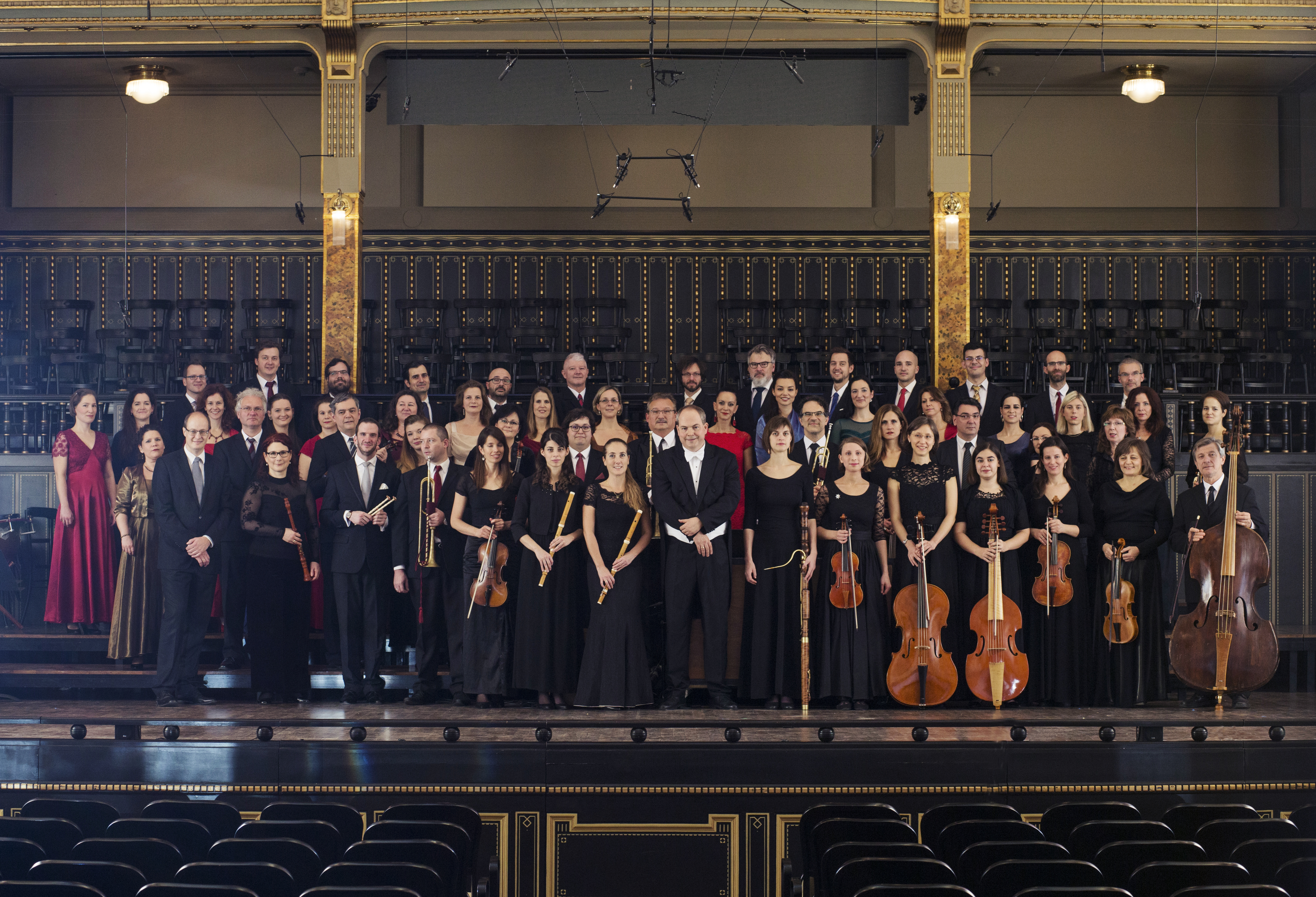
Purcell Kórus és Orfeo Zenekar

A Haydneum rezidens előadói a Vashegyi György karmester által alapított és vezetett Purcell Kórus és Orfeo Zenekar. E nemzetközileg is kiemelkedő magyar régizenei együttesekre, melyek az elmúlt évtizedekben a legjelentősebb munkát végezték a magyarországi Haydn-kultusz érdekében.
Az Orfeo Zenekar Vashegyi György vezetésével 2002 és 2009 között Joseph Haydn valamennyi London előtti szimfóniáját megszólaltatta az ősbemutató helyszínén, Eszterházán. A nemzetközileg is egyedülálló hangversenysorozat keretében több, mint 90 szimfónia szólalt meg: többségük Haydn kora óta első alkalommal születése helyszínén, korabeli hangszereken, azzal a hangszeres létszámmal, mellyel Haydn Eszterházán évtizedeken át adott koncerteket. Ugyanebben az időszakban (a Purcell Kórussal kiegészülve) megszólaltatták Haydn összes miséjét és német nyelvű oratóriumát is.

### Fesztiválok
A kutatókkal és művészekkel közösen, a zenei örökség érdekében végzett munka végső célja a régizenei művek megszólaltatása, a közönség számára hallgathatóvá tétele, koncertek, fesztiválok, nemzetközi turnék és lemezfelvételek során. Ennek érdekében a Haydneum minden évszakban számos hangversenyt tervez (fesztiválok formájában) Budapesten, Fertőd-Eszterházán és az ország más városaiban. Ezeken a Haydneum rezidens együttesei mellett más, magyar és külföldi művészek, vendégegyüttesek is részt vesznek. A Haydneum Nyitófesztiválját 2021. október 4-6. között Budapesten tartotta, amelynek során öt helyszínen öt koncert került megrendezésre, öt együttes előadásában.

## Galéria

Haydneum Nyitófesztivál, Budapest, 2021, okt. 4-6.
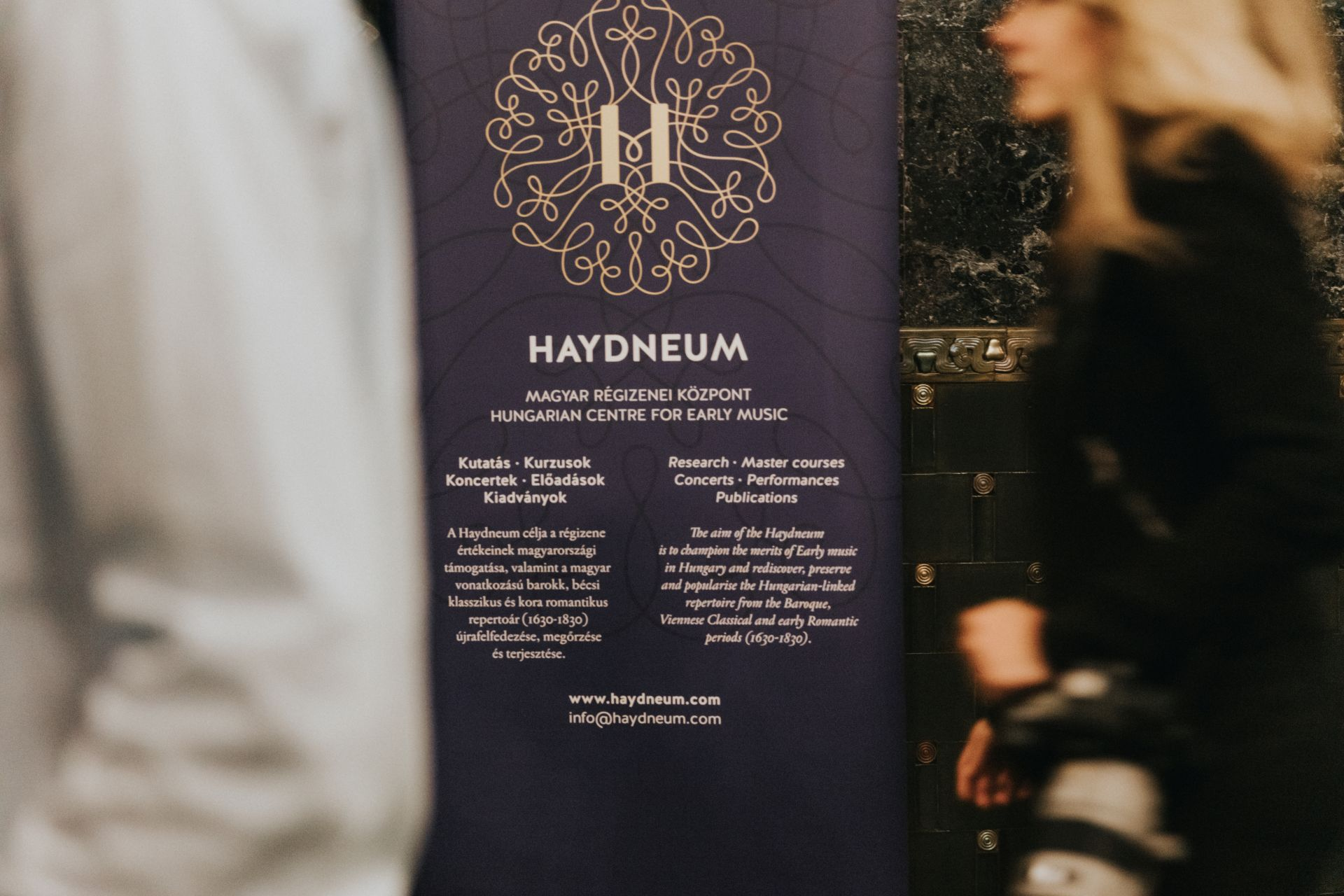
A Haydneum plakátja nyitófesztiválon, Zeneakadémia, 2021, okt. 6. (fotó: Pilvax Films)
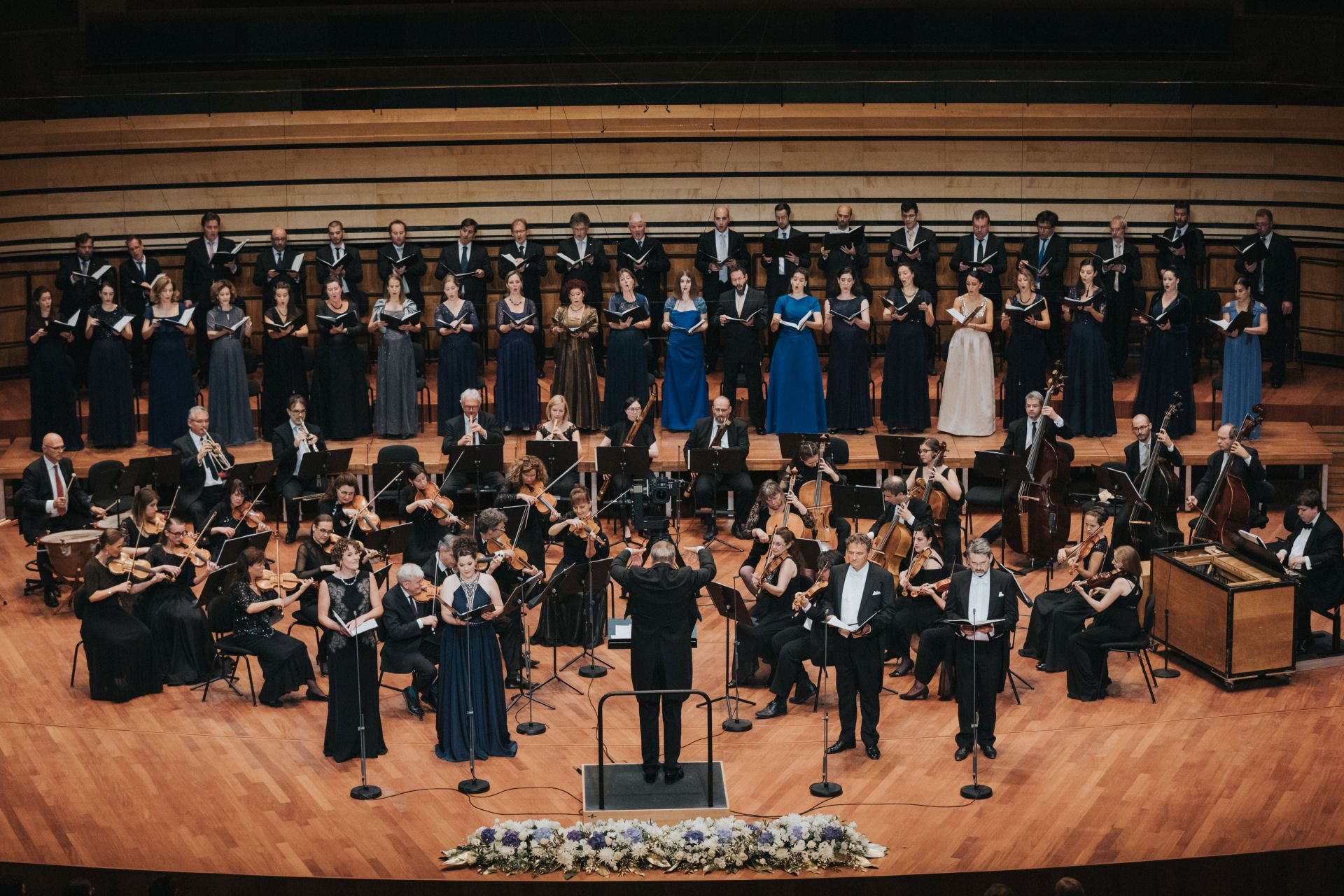
A Purcell Kórus és Orfeo Zenekar a Haydneum Nyitófesztiválon, 2021 (fotó: Pilvax Films)
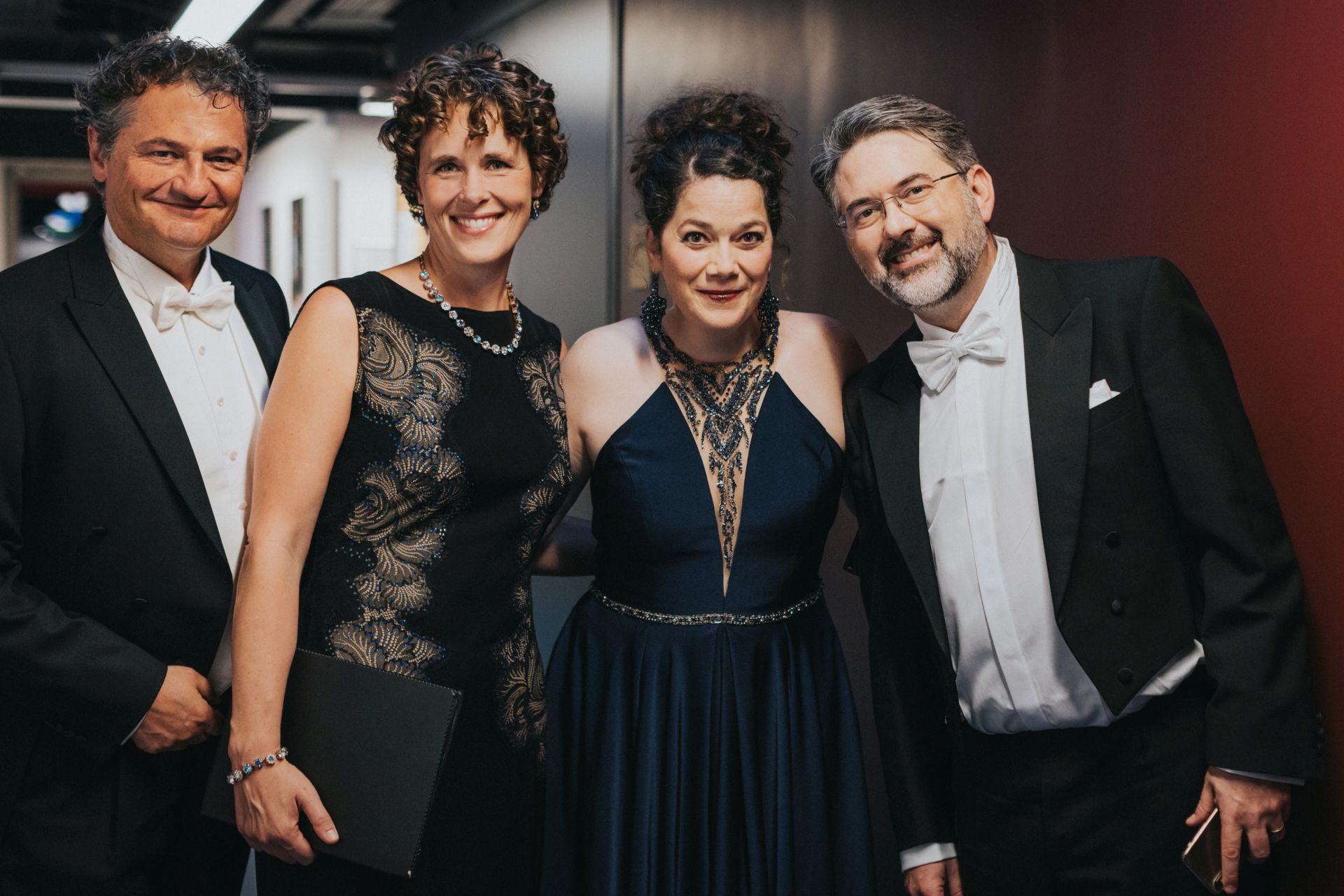
Bernhard Berchtold, Marianne Beate Kielland, Hélène Guilmette és Stephan MacLeod a Haydneum Nyitófesztiválon, 2021 (fotó: Pilvax Films)
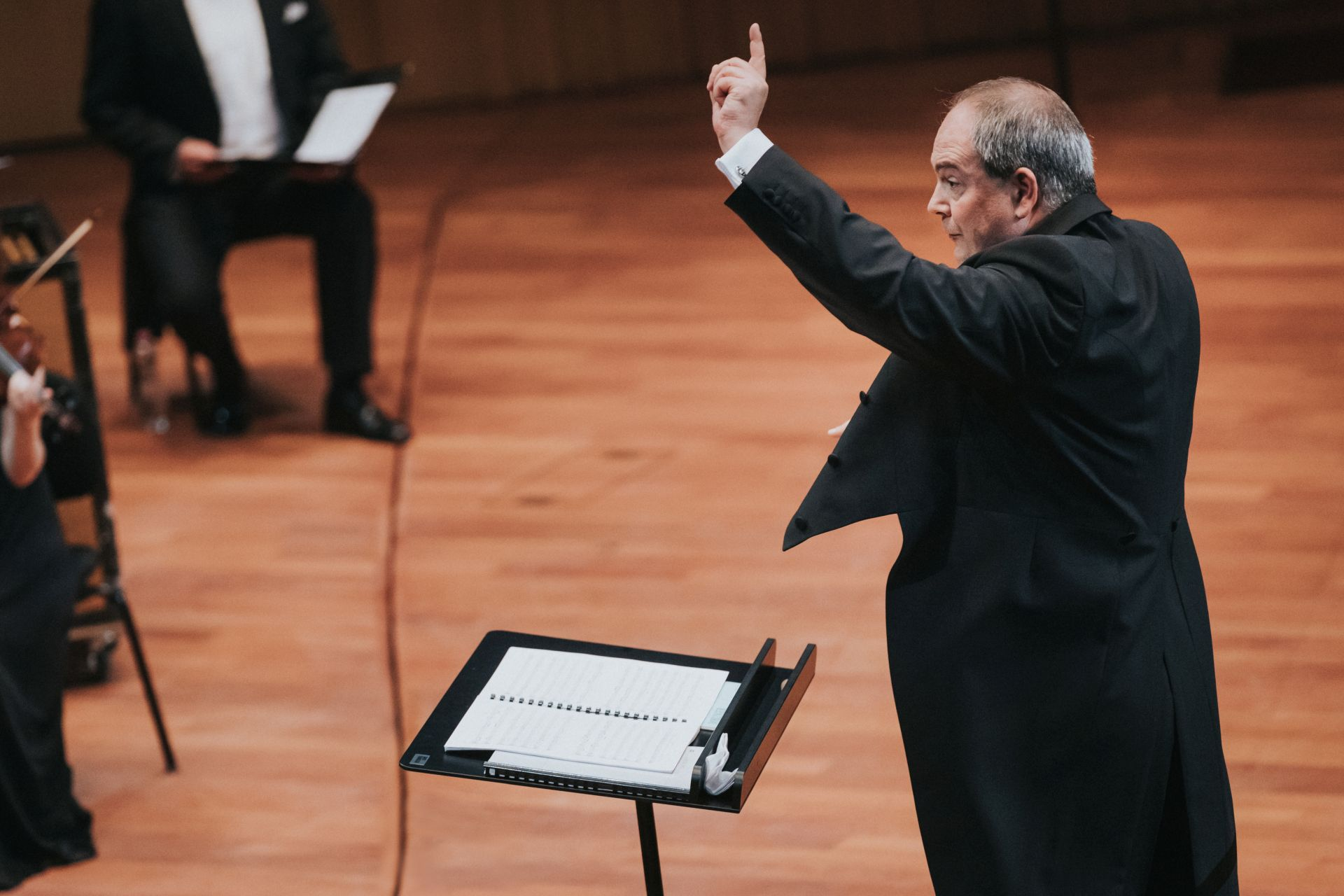
Vashegyi György a Haydneum Nyitófesztiválon, 2021 (fotó: Pilvax Films)
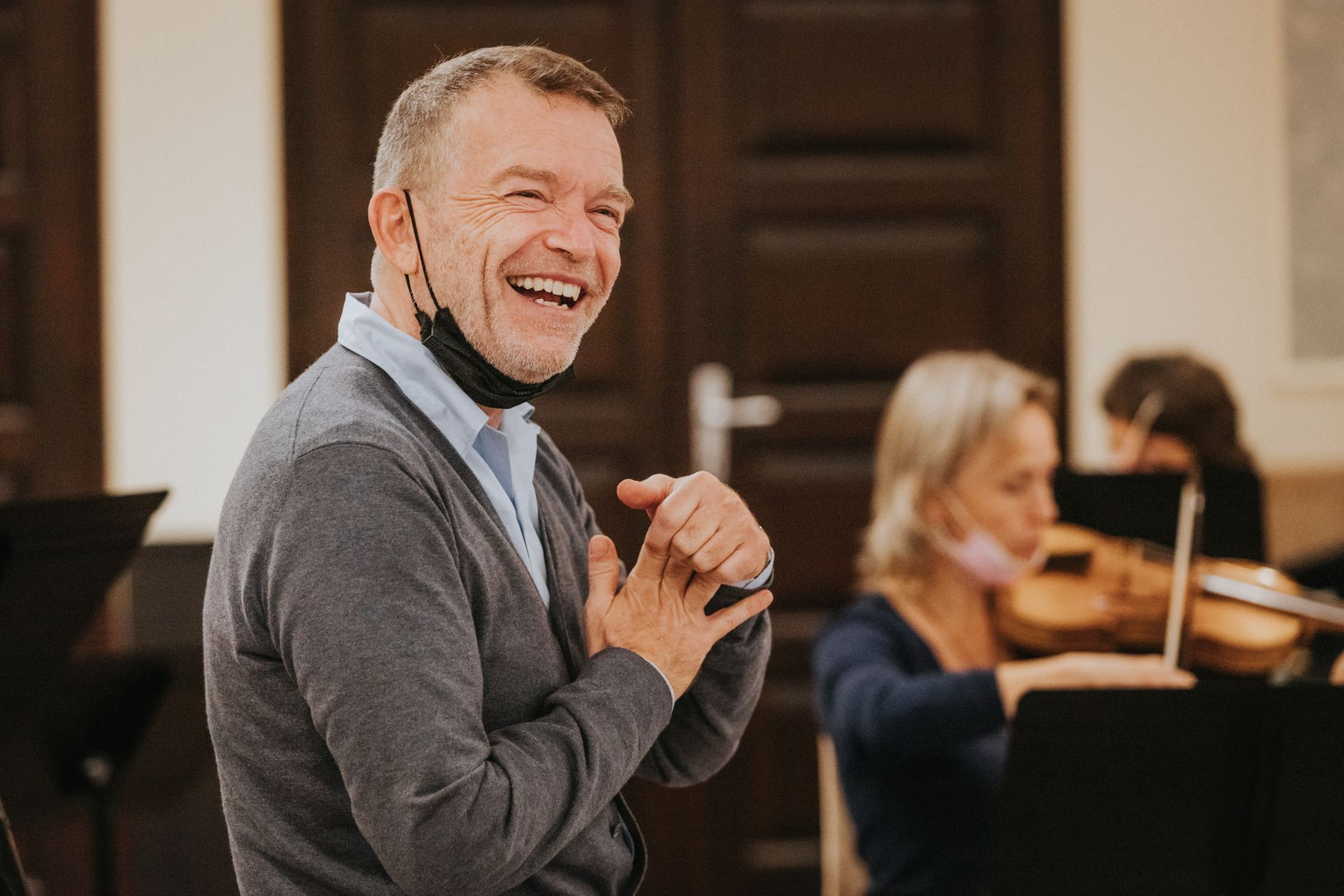
Christophe Rousset a Haydneum Nyitófesztiválon, 2021 (fotó: Pilvax Films)
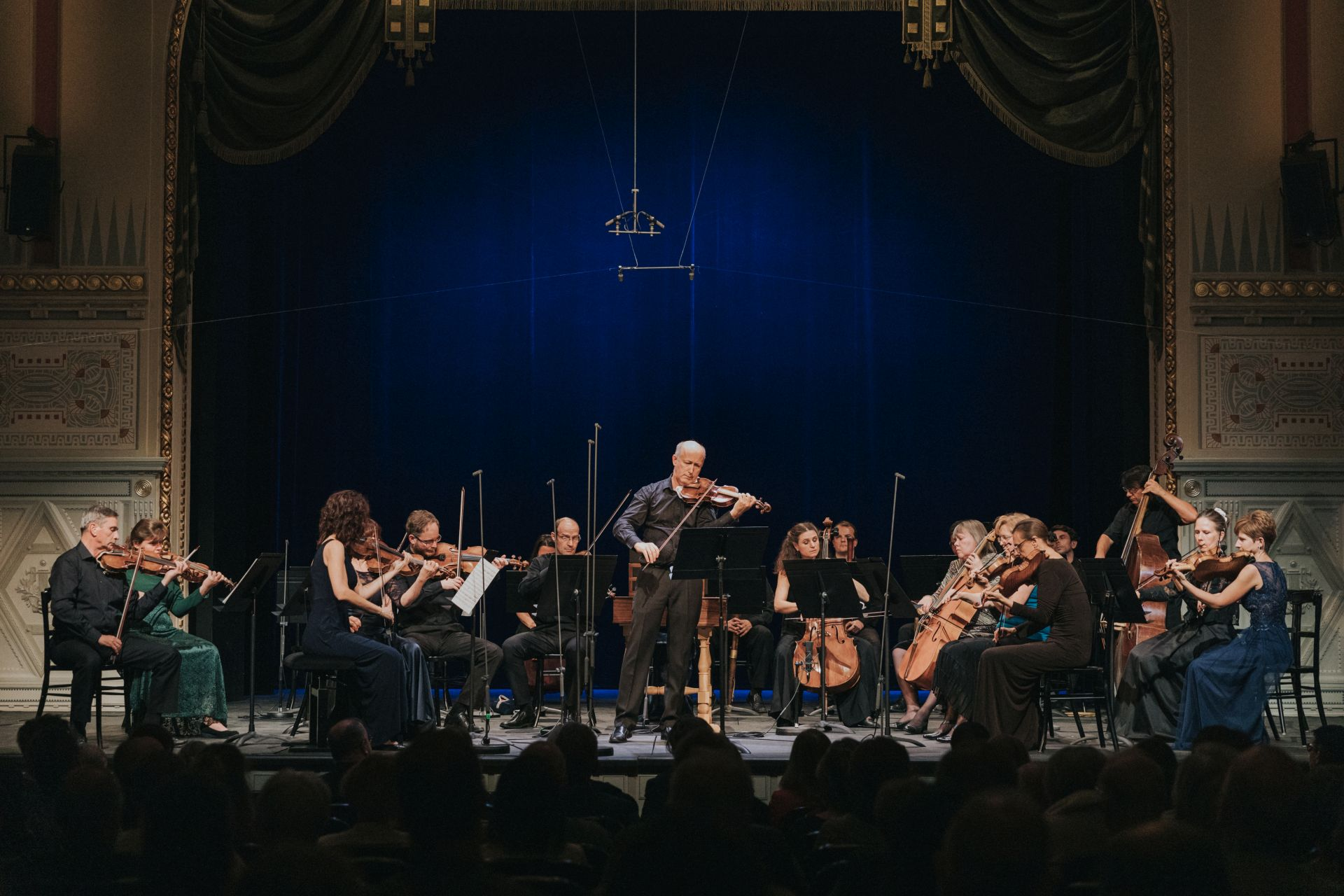
A Capella Savaria a Haydneum Nyitófesztiválon, 2021 (fotó: Pilvax Films)
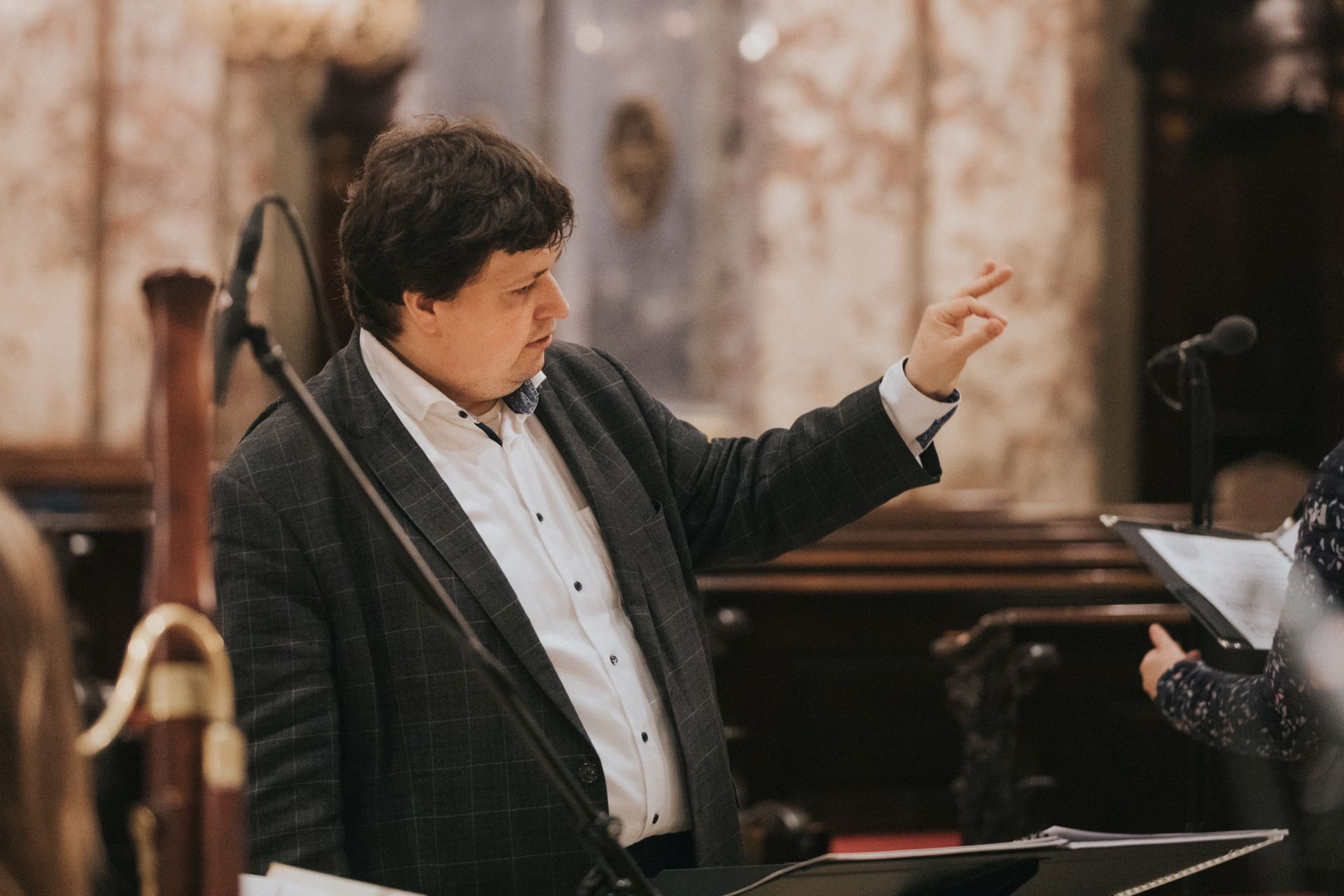
Szokos Augustin a Haydneum Nyitófesztiválon, 2021 (fotó: Pilvax Films)
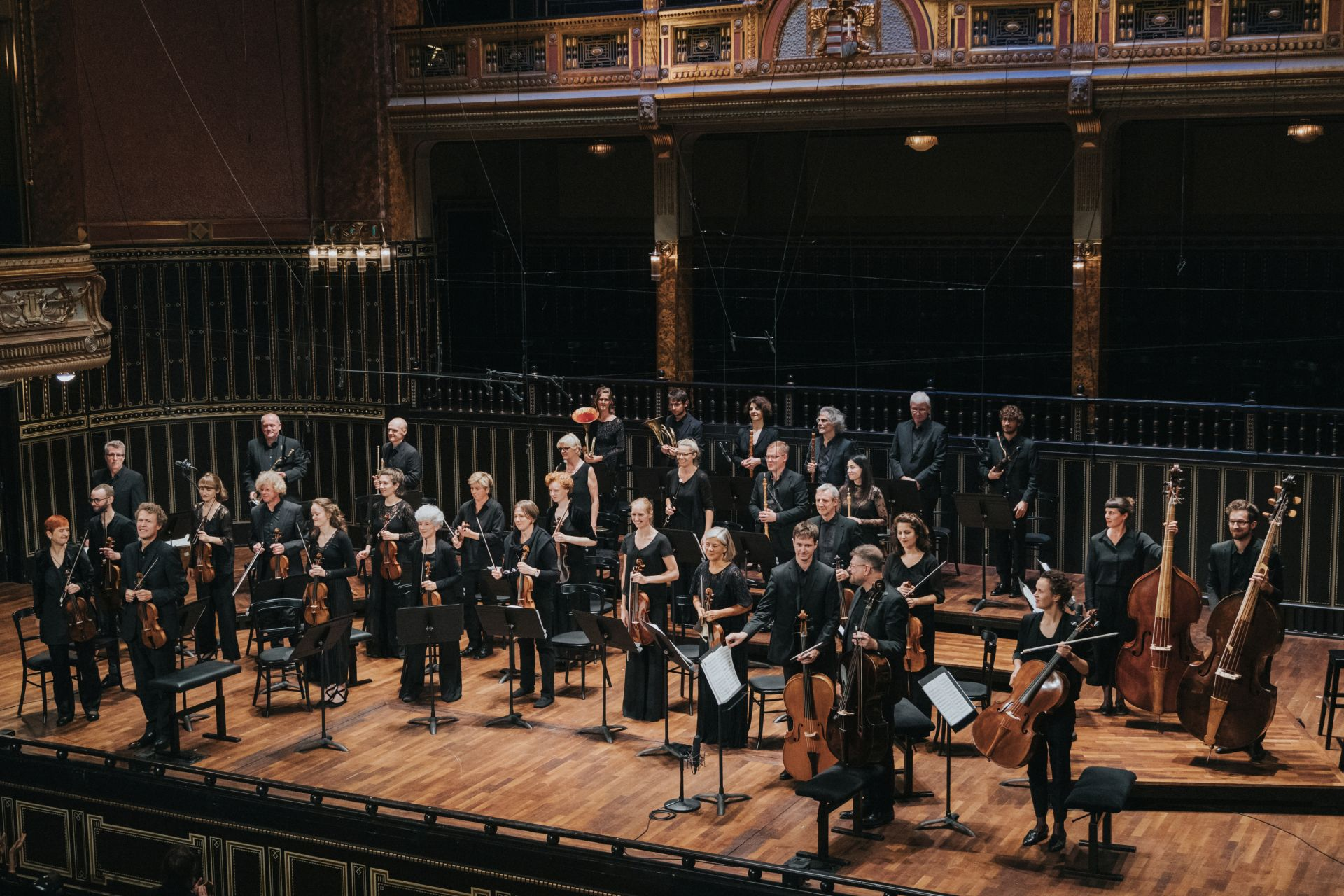
A Freiburger Barockorchester a Haydneum Nyitófesztiválon, 2021 (fotó: Pilvax Films)
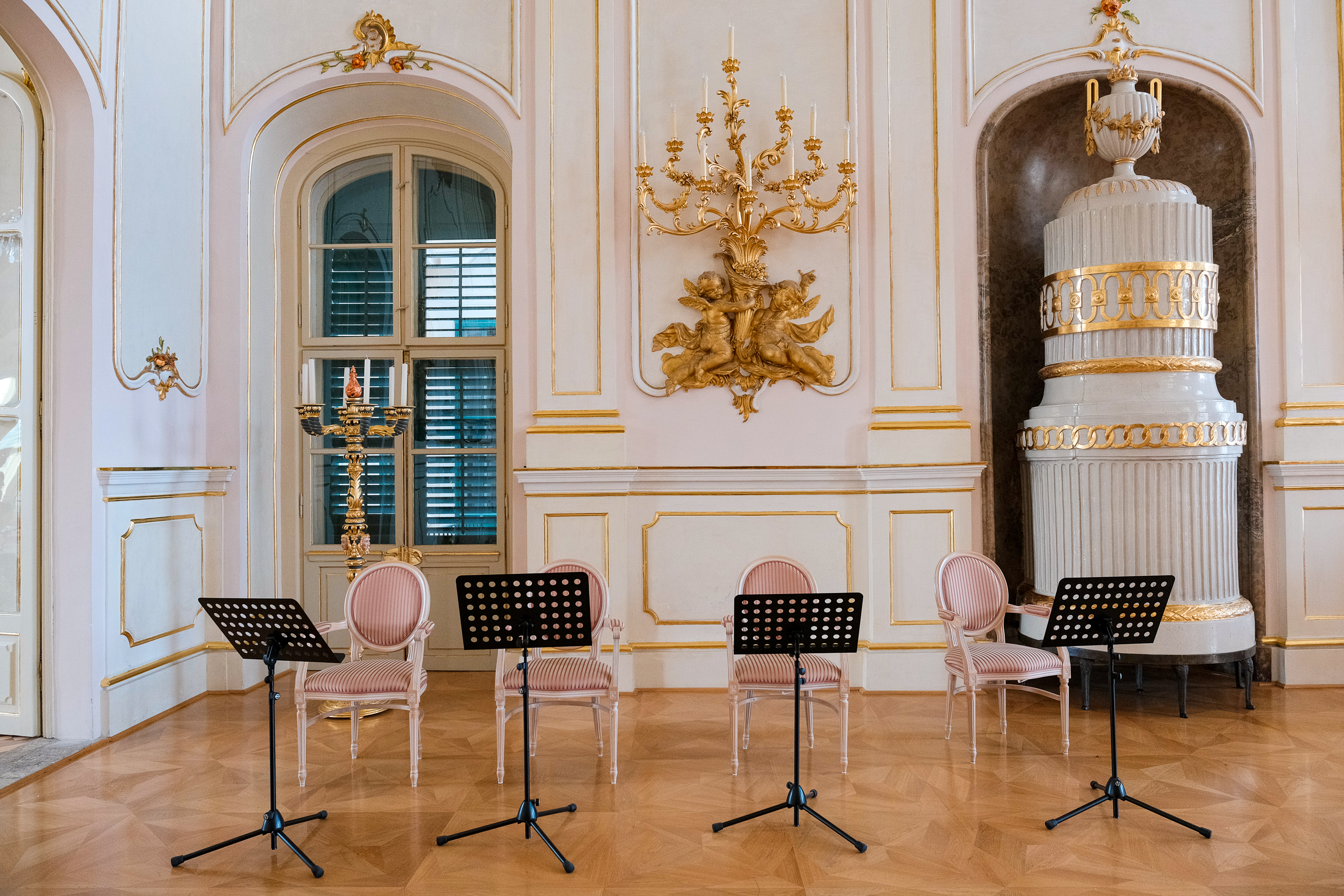
Esterházy-kastély (fotó: Márkos Tamás)

## Külső hivatkozások
- https://haydneum.com/